# Mirzapur (distrikt)
Mirzapur (hindi: मीरज़ापुर ज़िला, urdu: مرزا پور ضلع) er et distrikt i den indiske delstat Uttar Pradesh. Distriktets hovedstad er Mirzapur. 

## Demografi
Ved folketællingen i 2011 var der 2,494,533 indbyggere i distriktet, mod 2,116,042 i 2001. Den urbane befolkningen udgør 13,89 % af befolkningen.
Børn i alderen 0 til 6 år udgjorde 15,72 % i 2011 mod 20,10 % i 2001. Antallet af piger i den alder per tusinde drenge er 929 i 2011.